# ケロイド
ケロイド（ドイツ語: Keloid、英語: keloid）とは、瘢痕組織が過剰に増殖した病変であり、良性線維増殖性病変に分類されている。和名は蟹足腫（かいそくしゅ）。外傷（ケガ）や手術が原因となりやすい。肥厚性瘢痕（hypertrophic scar）は類縁病変である。

## 名称
ケロイドの語は、鉤爪（かぎづめ）を意味するギリシア語に由来する。即ち、「鳥の鉤爪のような」病変という意味である（Enzinger FM et al, 1995）。和名の蟹足腫は、しばしば蟹の足のような形状の突起を生ずることから来ている。

## 原因
外傷や手術などが原因で、膠原線維性瘢痕が腫瘍様に増殖する場合が一般的であるが、原因不明のケロイド病変の発生もある。後者の場合には本人も気が付かない小外傷、虫刺傷などが先行することが多い。

## 臨床的特徴

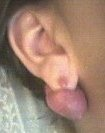
ピアス穴を原因とする耳垂のケロイド

思春期から壮年期に発生しやすい。欧米では白人より黒人に多い傾向が指摘されている。前胸部、肩甲部、恥骨上部などが好発部位で、頭部や眼瞼、下肢の病変は稀である。通常は皮膚の表面から隆起した弾性に富む限局性腫瘤を形成する。ほとんどの病変で圧痛や自発痛を訴えることが多い。近年多く見かけるのは、耳朶のピアス孔に一致してできたケロイドである。美容目的に医療機関（形成外科、皮膚科）を受診することが多いため、遭遇頻度が多いと推察される。一般的な傾向として、以下の点が挙げられる。
- 自然治癒がない。
- 健常組織へ染み出すように広がる。
- 怪我や熱傷などの直接的原因が無くても自然に出来ることがある。
- 出来やすい体質がある。

ケロイドと肥厚性瘢痕の見極めは専門家でも迷うことがある。決定的な指標は周辺健常部位への広がり方であり、ケロイドでは周囲の健常皮膚に発赤を認めることが多い。ただし黒人では肉眼的な判別は非常に困難である。

## 病理組織学的特徴
真皮から皮下組織にかけて、硝子様の太い膠原線維束が縦横に錯綜増殖するパターンが特徴的である。膠原線維束間に、紡錘形の線維芽細胞の分布が認められる。紡錘細胞は免疫組織化学的にビメンチン陽性であり、症例によっては平滑筋原性アクチンが陽性で、筋線維芽細胞への分化が示唆される。肥厚性瘢痕との鑑別は硝子様膠原線維束の多寡を参考にするが、必ずしも鑑別は容易でない。顔面皮膚に生ずる硬化性線維腫（sclerotic fibroma）、線維性丘疹（fibrous papule of the face）との鑑別に苦慮する例もあり、臨床医からの情報提供が正確な診断名の付与に必須である。

## 治療
外科的手技によって切り取る手術療法、術後の放射線治療・電子線治療 (放射線治療ガイドライン)、ステロイド剤の軟膏・注射やヘパリン類似物質塗布、シリコーンジェル・シートまたは絆創膏・テープによる圧迫療法・密閉療法、トラニラストの内服などの療法がある。しかしながら単独で効果のある治療は確立されておらず、種々の治療を組み合わせた集学的治療が必要となる（予防と治療法）。
生薬としては、ケロイドを抑制するハーブであるツボクサが存在する (有効成分はアジアチコサイドとされる)。

## 原子爆弾被爆によるもの
広島と長崎への原子爆弾投下に際し、被爆者の中にケロイドを発症する者が多発したとされる。爆発時の強力な輻射熱によって深部に達する火傷を負った部分が肥厚したもので、手術によって切除しても再発するなど難治であり、腕や脚の可動部や顔面部のできものは、日常生活にも大きな障害となった。ただし、これらは実際は医学的にはケロイドではなく肥厚性瘢痕であると考えられる。